# Alfonso García de Villamayor

Pendón o bandera del reino de Murcia, del cual Alfonso García de Villamayor fue su I adelantado.

Alfonso García de Villamayor (p. m. siglo XIII - ¿1292?), ricohombre castellano de la Casa de Villamayor, I adelantado mayor de Murcia desde 1258 y IV de Andalucía desde 1261, señor de Celada, y mayordomo mayor del rey Alfonso X (noviembre-diciembre de 1262).
Era hijo de García Fernández de Villamayor y de su esposa Mayor Arias. Recibió casas y una pequeña huerta en Sevilla, por lo que es muy probable que hubiera participado en la conquista de la ciudad. En 1263 Alfonso X lo comisionó para negociar y firmar un acuerdo con el rey de Portugal respecto a las fronteras de ese reino con Castilla.
Además, se enroló en el ejército que a finales de 1265 Jaime I de Aragón organizó para combatir a la revuelta de los mudéjares murcianos. Tomada la capital del adelantamiento, el monarca aragonés lo dejó al mando de su alcázar.
Recibió los adelantamientos de Murcia y Andalucía, los cuales ostentó hasta 1272. Su última mención en lo privilegios reales como «adelantado mayor de la tierra de Murçia e del Andaluzía» data del 14 de enero de 1272. Luego de esa fecha, desaparece de la documentación oficial. Puede ser que se hubiera visto implicado en la sublevación nobiliaria que comenzó ese mismo año contra el monarca.
Contrajo matrimonio con Leonor Alfonso de Molina, que era hija ilegítima del infante Alfonso de Molina y nieta del rey Alfonso IX de León, aunque otros autores no mencionan nada sobre ese matrimonio y afirman que contrajo matrimonio con Elvira Fernández, que fue priora del monasterio de Santa María la Real de Villamayor de los Montes y era hija de Fernán Gutiérrez de Castro y hermana de Urraca Fernández, que se casó con el hermano de Alfonso, Juan García de Villamayor.